# Nord-sydkonflikten

Uppdaterad syn på nord-sydkonflikten. Blått innehåller G8-länder och industriländer/första världen-stater.

Nord-sydkonflikten eller rik-fattigkonflikten är socioekonomisk och politisk indelning av världen, med industriländer som "Nord" och utvecklingsländer eller "tredje världen" som "Syd". Ordet Nord-sydkonflikten anses av många vara slarvigt, eftersom de sydliga Australien och Nya Zeeland är industriländer.

## Definition
På engelska skiljer bland annat Världsbanken och andra bedömare mellan Global North (industriländer) och Global South (resten). Direktöversättningar till svenska som Det globala nord (eller Den globala norden) respektive Det globala syd (eller Den globala södern) förekommer. Denna tudelning av världen ses ibland som en postkolonial särskiljning mellan länder som gynnas av senare års globalisering och dem som missgynnas av den.
Gränsdragningen mellan vad som tillhör norr och vad som tillhör söder är trubbig. Ofta hänförs industriländer samt G8-medlemmarna och Östeuropa till den nordliga sidan, tillsammans med Israel, Japan, Sydkorea, Taiwan, Singapore, Australien och Nya Zeeland. Turkiet och Kazakstan kan också räknas till norr.
I Den globala södern hamnar då i princip hela Latinamerika, hela Afrika (inklusive Sydafrika) samt alla länder i Asien och Oceanien utom dem som räknas upp ovan.

## Kritik och användning
Tudelningen av världen i Nord och Syd har kritiserats ur flera perspektiv. Den kan dels ses som förenklande begrepp, eftersom skillnaderna inom de båda "blocken" kan vara minst lika stora som skillnaderna mellan blocken i sig. Dessutom räknas vissa länder till "nordsidan", trots att de ligger i söder, vilket gör termerna förvirrande. Tudelningen kan också ses som fatalistisk och ödesbestämd, trots att många länder på senare (inklusive ett antal asiatiska länder) genomgått en drastisk ekonomisk utveckling. Detta till trots nyttjas de båda begreppen ofta som en användbar modell över den moderna världen och dess olika ojämlikheter.